# Magyar LMBT személyek listája
Ezen az oldalon olyan magyar leszbikus, meleg, biszexuális és transznemű (LMBT) személyek szerepelnek, akik nyilvánosan felvállalták szexuális irányultságukat vagy nemi identitásukat, illetve akiknek nemi identitása vagy szexuális irányultsága ismert és nem vitatott a történészek által.
Figyelem: A szexuális irányultság és a nemi identitás az ún. különleges személyes adat jogi kategória körébe tartozik, használata során tartsd be az LMBT személyekre vonatkozó irányelvben foglaltakat.

## Élő, nyíltan LMBT személyek
| Név                      | Leírás | Forrás                                               |
| ------------------------ | --- | ---------------------------------------------------- |
| Alföldi Róbert           | színész, rendező | [ 1 ]                                                |
| Árvai Péter              | a Prezi alapítója, volt vezérigazgatója, igazgatótanács elnöke, Nyitottak vagyunk nonprofit szervezet elnöke                                | [ 2 ]                                                |
| Bán Zsófia               | író, irodalomtörténész, irodalomkritikus | [ 3 ] [ 4 ]                                          |
| Barabás Richárd          | színész, politikus | [ 5 ]                                                |
| Bardóczy Attila          | színész, énekes | [ 6 ]                                                |
| Béres-Deák Rita          | kulturális antropológus, tolmács, fordító, LMBTQ-aktivista, a Háttér Társaság felügyelőbizottsági tagja                                     | [ 7 ]                                                |
| Borgos Anna              | pszichológus, irodalmár, genderkutató, az MTA Pszichológiai Kutatóintézetének munkatársa, a Labrisz Leszbikus Egyesület egyik alapító tagja | [ 8 ] [ 9 ]                                          |
| Buzás Andris             | youtuber, influenszer | [ 10 ]                                               |
| Czakó Péter              | az első, a hajdani Egyenlő Bánásmód Hatóság előtt lefolytatott, meleg vonatkozású ügy nyertese                                              | [ 11 ]                                               |
| Czeizel Gábor            | rendező | [ 12 ] [ 13 ] [ 14 ]                                 |
| Catherine Dederick       | énekes (Mardoll) | [ 15 ]                                               |
| Divo                     | énekes, transznemű nő (született Schwartz Dávid)                                                                                            | [ 16 ]                                               |
| Droppa Mihály            | újságíró | [ 17 ]                                               |
| Dombos Tamás             | szociológus, a nemzetközi kapcsolatok szakértője, kulturális antropológus, a Magyar LMBT Szövetség és a Háttér Társaság korábbi ügyvivője   | [ 18 ]                                               |
| Dunajcsik Mátyás         | költő, fordító | [ 19 ]                                               |
| Eszterházy Tamás         | pornószínész, modell, a Grand Safe Show vezetője                                                                                            | [ 20 ]                                               |
| Fajt Alex                | színész, transznemű férfi | [ 21 ]                                               |
| Faludy Fanni             | költő, Faludy György író özvegye | [ 22 ]                                               |
| Feledi György            | pilóta, aktivista | [ 23 ]                                               |
| Frenkó Zsolt             | színházi rendező | [ 24 ]                                               |
| Gallusz Nikolett         | énekes, színész | [ 25 ]                                               |
| Gerencsér Tamás          | műsorvezető, filmrendező | [ 26 ] [ 27 ]                                        |
| Gerevich András          | költő, műfordító, forgatókönyvíró, szerkesztő                                                                                               | [ 28 ] [ 29 ] [ 30 ] [ 31 ] [ 32 ]                   |
| Gomes                    | táncos, transznemű férfi (született Gomes-Martins Klaudia)                                                                                  | [ 33 ]                                               |
| Gordon Agáta             | író | [ 34 ] [ 35 ] [ 36 ] [ 37 ] [ 38 ]                   |
| Gulyás Márton            | aktivista, műsorvezető | [ 39 ]                                               |
| Gyöngyösi Nándor         | a 2006-os európai melegszépségverseny (Mr. Gay Europe) győztese                                                                             | [ 26 ] [ 40 ]                                        |
| Hanzli Péter             | aktivista, a Szimpozion Egyesület alapítója, a Háttér Társaság ügyvivője, a Budapest Pride és az LMBT Történeti Hónap szervezője            | [ 41 ] [ 42 ]                                        |
| Hien                     | énekes | [ 43 ]                                               |
| Hlatky-Schlichter Hubert | étterem-tulajdonos (KIOSK, Bábel) | [ 44 ]                                               |
| Hodász András            | volt katolikus pap, influenszer, újságíró                                                                                                   | [ 45 ]                                               |
| Ivák Bence               | színész | [ 46 ]                                               |
| Járai Máté               | színész, műsorvezető | [ 47 ]                                               |
| Jordán Adél              | színész | [ 48 ]                                               |
| Kajdi Csaba              | a Visage modellügynökség tulajdonosa | [ 49 ]                                               |
| Kardos József            | a Sziget Fesztivál, valamint a Pécs2010 Európa Kulturális Fővárosa volt programigazgatója; a Fidesz egyik alapítója                         | [ 50 ]                                               |
| Kiss Tibor Noé           | újságíró, prózaíró | [ 51 ] [ 52 ]                                        |
| Korai Zsolt              | grafikus | [ 53 ]                                               |
| Kocsis Tibor             | énekes | [ 54 ]                                               |
| Kulka János              | színművész, a nemzet színésze | [ 55 ]                                               |
| Kupihár Rebeka           | költő, pszichológus, irodalomterapeuta | [ 56 ]                                               |
| Lakatos Márk             | stylist, divat-újságíró, jelmeztervező | [ 57 ]                                               |
| Lakner Zoltán            | politológus | [ 58 ]                                               |
| Láner László             | a Mások volt főmunkatársa | [ 59 ] [ 60 ]                                        |
| Lovas Nagy Anna          | író, grafikus, mézeskalácsos, a Labrisz Leszbikus Egyesület egyik megalapítója, a Zártkörű Lányok egykori műsorvezetője                     | [ 61 ]                                               |
| Makovics János           | író | [ 62 ] [ 63 ]                                        |
| Már Róbert               | stylist, a Lúzer FC nyíltan meleg játékosa                                                                                                  | [ 64 ] [ 65 ] [ 66 ]                                 |
| Mocsonaki László         | szociális munkás, a Háttér Társaság ügyvivője, 1997 és 2008 között a Budapest Pride szervezője                                              | [ 67 ] [ 68 ]                                        |
| Mujahid Zoltán           | énekes | [ 69 ]                                               |
| Nádasdy Ádám             | nyelvész, költő, műfordító | [ 26 ] [ 28 ] [ 70 ] [ 71 ] [ 72 ]                   |
| Nagypál Orsi             | filmrendező | [ 73 ] [ 74 ]                                        |
| Novák Angéla             | énekes, transznemű nő | [ 75 ]                                               |
| Nyáry Luca               | író | [ 76 ]                                               |
| Oláh Ibolya              | énekes | [ 77 ] [ 78 ]                                        |
| Osváth Zsolt             | valóságshow-szereplő, youtuber, aktivista                                                                                                   | [ 79 ]                                               |
| Orosz József             | televíziós és rádiós műsorvezető | [ 80 ]                                               |
| Pálfi Balázs             | rádióriporter, újságíró, az Önazonos c. adás volt műsorvezetője, a Szappanopera helyett műsorvezetője                                       | [ 81 ]                                               |
| Palmer Izsák             | énekes (Mushu Israel) | [ 82 ]                                               |
| Pék Zoltán               | szlovákiai magyar politikus, Pozsonypüspöki polgármestere (2018–22)                                                                         | [ 83 ]                                               |
| Petróczi Zoltán          | transzvesztita előadóművész (Lady Dömper)                                                                                                   | [ 84 ]                                               |
| Pipás István Olivér      | költő | [ 85 ]                                               |
| Radics Péter             | újságíró, tévériporter | [ 26 ] [ 86 ] [ 87 ] [ 88 ] [ 89 ]                   |
| Radics Zsombor           | influencer, internetes személyiség | [ 90 ]                                               |
| Rakiás Ferenc            | gyógyszerész, az LMBTQ film- és kulturális fesztiválokat szervező Szivárvány Misszió Alapítvány volt elnöke                                 | [ 91 ]                                               |
| Sándor Bertalan          | az Öt Kenyér Közösség egyik alapítója | [ 92 ] [ 93 ]                                        |
| Sebián-Petrovszki László | politikus, a Miniszterelnöki Hivatal egykori államtitkára, a Táncsics Alapítvány volt igazgatója, a Demokratikus Koalíció pártigazgatója    | [ 94 ] [ 95 ] [ 96 ]                                 |
| Seregély Ágnes           | biszexuális aktivista, blogger | [ 97 ] [ 98 ] [ 99 ] [ 100 ] [ 101 ] [ 102 ] [ 103 ] |
| Steiner Kristóf          | újságíró, műsorvezető és szinkrondramaturg                                                                                                  | [ 26 ] [ 104 ]                                       |
| Strenner Antal           | youtuber, influenszer (Whisper Ton) | [ 105 ]                                              |
| Stumpf Patrik            | tiktokker, influenszer | [ 106 ]                                              |
| Sugár Bertalan           | énekes (Bery) | [ 26 ] [ 107 ]                                       |
| Szabó Judit              | közgazdász, a Háttér Társaság egyik alapító tagja, jelenleg felügyelőbizottsági tagja                                                       | [ 108 ]                                              |
| Szabó Kristóf            | humorista | [ 109 ]                                              |
| Szecsődi Kari            | énekes, transznemű nő (született Szecsődi Károly)                                                                                           | [ 110 ] [ 111 ]                                      |
| Szekér Gergő             | énekes | [ 112 ]                                              |
| Szetey Gábor             | a második Gyurcsány-kormány személyügyi államtitkára                                                                                        | [ 26 ] [ 113 ] [ 114 ] [ 115 ]                       |
| Székely Kriszta          | színházrendező | [ 116 ]                                              |
| Takács Bencze Gábor      | a Mások volt főszerkesztője | [ 59 ] [ 60 ]                                        |
| Takács Mária             | dokumentumfilm-rendező | [ 117 ] [ 118 ]                                      |
| Tamáska Gabriella        | énekesnő | [ 119 ]                                              |
| Tölgyesy Zoltán          | transzvesztita előadóművész (Miss Mandarin)                                                                                                 | [ 120 ]                                              |
| Ungár Klára              | politikus, a SZEMA elnöke | [ 26 ] [ 59 ] [ 121 ] [ 122 ]                        |
| Ungár Péter              | politikus, geográfus | [ 123 ]                                              |
| Várnai Szilárd           | színész | [ 124 ] [ 125 ] [ 126 ] [ 127 ]                      |
| Varnus Xavér             | orgonaművész | [ 26 ] [ 128 ]                                       |
| Virág Zsolt              | a Szimpozion Egyesület alapítója, a Szimpozion Klub vezetője                                                                                | [ 129 ] [ 130 ]                                      |
| Visi Mónika              | pornószínésznő (Monique Covét) | [ 131 ]                                              |

## Elhunyt személyek
| Név               | Leírás | Forrás                                         |
| ----------------- | --- | ---------------------------------------------- |
| Batthyány Gyula   | festő | [ 132 ]                                        |
| Benkő Krisztián   | irodalomtörténész | [ 133 ]                                        |
| Birtalan Balázs   | költő, író, az Öt Kenyér Közösség egyik alapítója                                                                         | [ 134 ]                                        |
| El Kazovszkij     | festő, transznemű férfi (született Jelena Kazovszkaja)                                                                    | [ 135 ]                                        |
| Faludy György     | költő | [ 26 ] [ 136 ] [ 137 ] [ 138 ] [ 139 ] [ 140 ] |
| Gábor Sarolta     | költő | [ 141 ] [ 142 ] [ 143 ]                        |
| Galgóczi Erzsébet | író | [ 144 ]                                        |
| Gobbi Hilda       | színész | [ 145 ]                                        |
| Homonnay Gergely  | író, aktivista | [ 146 ]                                        |
| Horváth Pista     | nótaénekes | [ 147 ] [ 148 ]                                |
| Imre Katalin      | színész, szerkesztő | [ 149 ]                                        |
| Kallós Zoltán     | néprajzkutató, népzenegyűjtő                                                                                              | [ 150 ]                                        |
| Karinthy Márton   | rendező, színigazgató | [ 151 ] [ 152 ] [ 153 ]                        |
| Kertbeny Károly   | író, műfordító és újságíró                                                                                                | [ 154 ] [ 155 ] [ 156 ]                        |
| Ladányi L. László | író | [ 157 ]                                        |
| Mary Zsuzsi       | táncdalénekes | [ 158 ]                                        |
| Molnár Gál Péter  | színházi szakíró | [ 26 ]                                         |
| Nagy Szilvia      | a Budapest Pride-ot szervező Szivárvány Misszió Alapítvány elnöke, a Budapest Pride LMBTQ Filmfesztivál programigazgatója | [ 159 ]                                        |
| Nopcsa Ferenc     | paleontológus, geológus, albanológus                                                                                      | [ 160 ] [ 161 ]                                |
| Nyíri Dániel      | transzvesztita előadóművész (Zsazsa Tax)                                                                                  | [ 26 ] [ 162 ]                                 |
| Pipás Pista       | bérgyilkos, transznemű férfi (született Fődi Viktória)                                                                    | [ 163 ]                                        |
| Rácz Károly       | transzvesztita előadóművész (Terry Black)                                                                                 | [ 26 ] [ 164 ] [ 165 ]                         |
| Radványi Barna    | humorista | [ 26 ]                                         |
| Romsauer Lajos    | pszichiáter, az első magyar melegegyesület, a Homeros elnöke                                                              | [ 26 ] [ 166 ]                                 |
| Rózsa Milán       | aktivista, a Magyar LMBT Szövetség felügyelőbizottsági tagja                                                              | [ 167 ] [ 168 ] [ 169 ] [ 170 ]                |
| Rózságh Endre     | író | [ 171 ] [ 172 ] [ 173 ]                        |
| Temessy Hédi      | színész | [ 145 ]                                        |
| Thurzó Gábor      | író | [ 174 ] [ 175 ]                                |
| Vay Sándor        | író, újságíró, transznemű férfi (született Vay Sarolta Zsófia Lilla Róza Johanna grófnő)                                  | [ 176 ]                                        |